# Charles de Burgau
Pour les articles homonymes, voir Burgau (homonymie).
Le margrave Charles de Burgau (né le 22 novembre 1560 au château de Křivoklát (Bohême) ; † 30 octobre 1618 à Überlingen), est le fils de l'archiduc Ferdinand d'Autriche et de Philippine Welser. Il est le frère d’André d'Autriche.

## Biographie
Charles de Burgau opta pour la carrière militaire. Il commanda sans succès un régiment espagnol lors de la révolte des Pays-Bas, et fut finalement affecté à la guerre contre les Turcs. Il y connut cette fois quelques succès, mais aux dépens de ses soldats, affamés, souvent privés de solde et qui pour cette raison désertèrent. Il obtint ainsi la distinction de Feldmarschall.
En 1595, à la mort de son père, il n'eut (en tant que fruit d'une mésunion entre un noble et une roturière) qu'une forte somme d'or et quelques terres : la plus substantielle était le comté de Burgau, puis les comtés de Nellenburg et de Hohenberg. Ses contemporains vantent la magnificence de la cour du château de Guntzbourg, son palais. Le Margrave était moins apprécié de ses sujets, auxquels il interdit la consommation de bière blanche, et des nobles du Margraviat de Burgau (entre autres l’évêque d'Augsbourg, les comtes Fugger et les villes d'empire d’Ulm et de Augsbourg), qu'il irrita par le relèvement des droits d'octroi et la contestation de leurs droits seigneuriaux. En 1615-16, le monastère des Capucins de Guntzbourg fut aménagé à sa demande. Sa religiosité le porta en 1617 à décréter l'expulsion des Juifs hors de son palais (ils devaient quitter Guntzbourg avant la fin de l'année). À sa mort en 1619, ses cendres furent inhumées dans la nouvelle église du couvent des Capucins de Guntzbourg, où son épouse fut à son tour inhumée en 1627. Lors de la sécularisation du monastère en 1806, leurs restes ont été transférés en l’Église Saint-Martin de Guntzbourg.

## Descendance
Charles avait épousé en 1601 Sibylle (née le 26 août 1557; † 1628), fille de Guillaume de Clèves, mais cette union demeura stérile : à sa mort, toutes ses terres échurent à la lignée impériale des Habsbourg.
De ses liaisons extra-conjugales, il eut deux fils bâtards et une fille :
1. avec Chiara Elisa Isabella di Ferrero :
  1. Anna Elisabeth
2. de mère inconnue :
  1. le baron Karl von Hohenberg
  2. le baron Ferdinand von Hohenberg